# Podocarpus parlatorei
Podocarpus parlatorei (pino de cerro) es una especie arbórea perteneciente a la familia de las podocarpáceas. Es nativa de Argentina y Bolivia.
Es un árbol dioico, mediano a grande siempreverde, hasta de 30 m de altura y 15 dm de diámetro, muy ramificado, con ramas subverticiladas. Corteza rugosa, pardo oscuro, muy agrietada en sentido longitudinal, de mediano grosor (2–4 cm). Hojas perennes  de 5–12 cm de largo, por 2,5-4,5 mm de ancho, y dos tiras estomáticas poco visibles, un ápice aguzado, helicadas, lineares, falcadas, acuminadas, con la nervadura central deprimida en el epifilo. 
Los conos masculinos, de 1-2 cm de largo y, en número de 2-5 en el ápice de pedúnculo axilar. Los conos femeninos también en el ápice de un pedúnculo axilar de 5–20 mm de largo; 2-3 macrosporófilos, formando un receptáculo carnoso de 3–6 mm de largo; y se desarrolla un solo óvulo. Semilla drupácea ovoide de 6–8 mm de largo.

## Nombre común
- "Pino del cerro", "pino blanco", "pino del monte".

## Distribución y hábitat
Podocarpus parlatorei es endémica de los flancos orientales de los Andes en el noroeste de Bolivia y Argentina. [1] Se encuentra en elevaciones entre 950 y 3,000 m (3,100 y 9,800 pies) y ocupa una franja de campo de aproximadamente 1,000 km (600 millas) de largo en dirección norte / sur y hasta 100 km (60 millas) de ancho. La población está fragmentada en una serie de subpoblaciones por los bosques de tierras bajas y los valles secos de los ríos que diseccionan las escarpadas estribaciones. [1]
En el sur de su área de distribución, esta especie forma rodales puros, pero más al norte tiende a crecer bajo un dosel formado por Alnus acuminata, Cedrela angustifoliay Juglans australis. Las flores son polinizadas por el viento y la semilla es dispersada por aves y mamíferos que comen los frutos carnosos. Estos incluyen guans (Penelope spp.), palomas de cola de banda (Patagioenas fasciata), y la mofeta de nariz de cerdo (Conepatus chinga). [5] El ratón de hierba gris (Abrothrix illuteus)vive en laderas empinadas entre los árboles Podocarpus parlatorei y Alnus acuminata. [6]

## Usos
La madera es ligera, suave y fácil de trabajar. Se ha utilizado comercialmente para la fabricación de lápices y para la construcción de edificios, pisos, fabricación de muebles, chapas,postes y utensilios. Su comercio internacional ha sido prohibido por la CITES 2007 porque la tala excesiva estaba agotando las poblaciones, pero todavía se cosecha para uso local. [5] También se utiliza en los límites del campo y alrededor de las casas como setos.

## Estado
En el pasado, este árbol fue catalogado por la Unión Internacional para la Conservación de la Naturaleza como " deficiente en datos", sin embargo, investigaciones más recientes han permitido a la UICN evaluar su estado. La población está naturalmente fragmentada debido a las características geográficas y aunque en el pasado gran parte de la tala ha reducido las poblaciones, las restantes son más seguras, ya que se encuentran en áreas remotas o en laderas empinadas donde el acceso es difícil. Aunque vulnerable a las perturbaciones artificiales, como la tala y los incendios, es una especie pionera y capaz de regenerarse en pastizales o en las franjas forestales. Por estas razones, la UICN ha evaluado su tamaño poblacional como estable y su estado de conservación como casi amenazado. [1] Como conífera montana subtropical tolerante al frío con una población fragmentada, se podría esperar que esta especie se vea afectada por el calentamiento global. Sin embargo, la investigación sugiere que es capaz de cambiar su rango a altitudes más altas durante los períodos más cálidos y hará frente al cambio climático como lo ha hecho en el pasado durante las fluctuaciones climáticas. [5]